# Жареный плантан
Жареный плантан — блюдо из плантанов, крупных овощных бананов, которое готовят везде, где они произрастают: от Западной до Восточной Африки, а также Центральной Америки, тропических регионов северной части Южной Америки и стран Карибского бассейна, таких как Гаити, Куба и во многих частях Юго-Восточной Азии, где жареные закуски широко распространены. 
В Индонезии его называют горенган, аллоко в Кот-д’Ивуаре и додо в Западной Нигерии, и просто как жареный плантан в других частях Нигерии. 
Келевеле — это жареный пряный плантан, который подают в качестве гарнира к ред-ред (африканский тушеный чёрноглазый горох) и рыбному рагу в Гане.

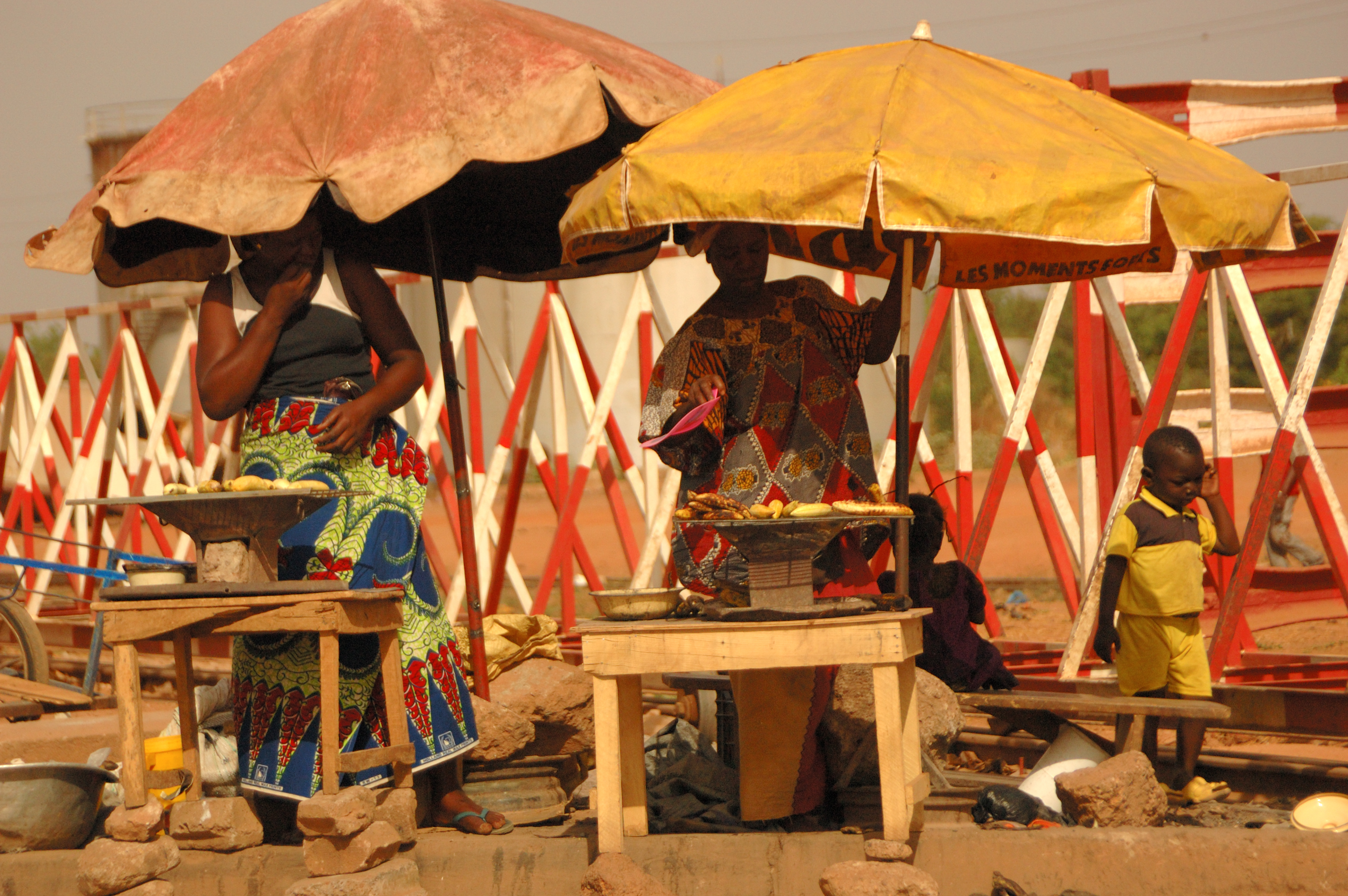
Продавцы жареных плантанов в Уагадугу, Буркина-Фасо

Жареный плантан также едят в некоторых странах Южной Америки или Карибского бассейна (см. Карибская кухня), где присутствует африканское влияние. Например, в Доминиканской Республике, на Кубе и в Пуэрто-Рико бананы принято нарезать ломтиками, обжаривать их до желтого цвета, давить между двумя тарелками и снова обжаривать. 
Это также распространенное блюдо на Гаити, называемое bannann peze, и по всей Центральной Америке, называемое patacones в Коста-Рике, Панаме, Колумбии и Эквадоре, и tostones в Гватемале, Никарагуа и Пуэрто-Рико. В Гондурасе и Венесуэле они упоминаются как tajadas.

## Употребление
Жареный плантан можно подавать в качестве закуски или гарнира к основному блюду, например, с рисом Джоллоф, острым мясом на гриле, томатным рагу или фасолью. Его делают по-разному: соленым или несоленым, нарезанным «ушками», «пальчиками», можно нарезать кубиками или обжарить целиком.
Жареные жёлтые плантаны — это сладкие бананы из Центральной Америки и Карибского бассейна, обжаренные в горячем масле. Иногда их едят со сметаной, кетчупом или майонезно-кетчуповой смесью.

## Аллоко

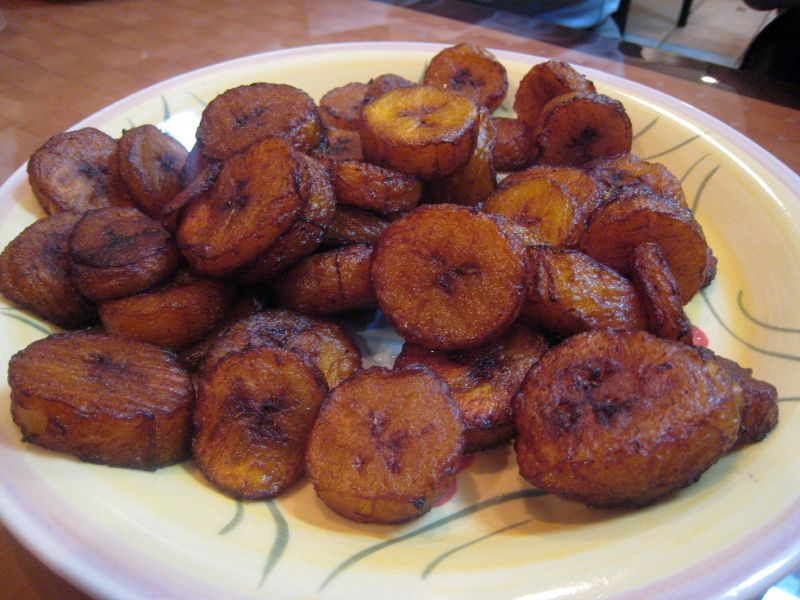
Аллоко

Аллоко, как его называют в Кот-д’Ивуаре и Буркина-Фасо, в Нигерии называют дронтом, миссоле в Камеруне и макембой в Демократической Республике Конго. Название аллоко (иногда называемое алоко) происходит от бауле, этнической группы, проживающей на востоке Берега Слоновой Кости. Оно происходит от слова локо, которое означало, что банан был сорван. 
Это популярная западноафриканская закуска из жареного плантана. Его часто подают с перцем чили и луком. В Нигерии, он часто служит гарниром или может употребляться сам по себе.
Аллоко считается фастфудом и продается на улицах Кот-д’Ивуара. Район с множеством продавцов мяса на гриле и аллоко в районе Кокоди называется Аллокодром в честь этого блюда.

### Приготовление
Важно иметь правильную спелость банана. Аллоко требует, чтобы плантан был полузрелым, что можно различить по цвету кожицы банана: он предпочтительно должен быть немного желтоватым с почерневшими пятнами. Аллоко традиционно готовят жаря на арахисовом или пальмовом масле. Какое масло используется, зависит от района Берега Слоновой Кости.
Чтобы приготовить аллоко, начинают с разрезания банана сначала вдоль, а затем снова, чтобы получить более мелкие кусочки. Затем разогревают масло в кастрюле и, как только оно нагреется, кладут и жарят бананы, пока они не станут золотисто-красновато-коричневыми. Как только они достигли желаемого цвета, бананы вынимают и кладут на бумажное полотенце, чтобы оно впитало масло. В небольшое количество оставшегося масла добавляют лук и перец и дают им обжариться несколько минут. Когда всё готово, добавляют снова бананы, сбрызнув водой, и накрыв крышкой, позволяя бананам кипеть.
Как правило, аллоко подают в качестве дополнения к большому обеду или другой закуске. Часто можно было увидеть аллоко, подаваемый со свежей рыбой или даже с вареными яйцами. Аллоко обычно подают с острым соусом де пимент, который придает блюду новый вкус.

## Келевеле

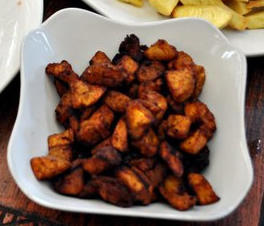
Келевеле

Келевеле — популярное ганское блюдо, приготовленное из жареных бананов, приправленных специями. В английском языке это иногда называют горячими чипсами из плантана (hot plantain crisps). В Аккре келевеле обычно продают ночью уличные торговцы, а иногда и днем сельские женщины. Келевеле также популярен на ужин.
Родом из Ганы, келевеле был популяризирован в Америке благодаря нескольким книгам рецептов (recipezaar, 2009).

### Приготовление
Плантаны очищают от кожуры и нарезают кусочками или кубиками. Имбирь, кайенский перец и соль являются типичными специями, используемыми для приготовления келевеле. Лук, анис, гвоздика, мускатный орех, корица и порошок чили также могут быть использованы в качестве специй. Существуют коммерческие смеси, которые могут упростить приготовление и обеспечить стандартизированный вкус. Масло должно быть горячим, а плантан не должен быть слишком мягким, иначе он впитает слишком много масла. Плантан следует обжаривать до тех пор, пока сахар в нем не карамелизуется и на банане не появятся коричневые края.
Его можно подавать с тушёной фасолью, арахисом или отдельно в качестве десерта.

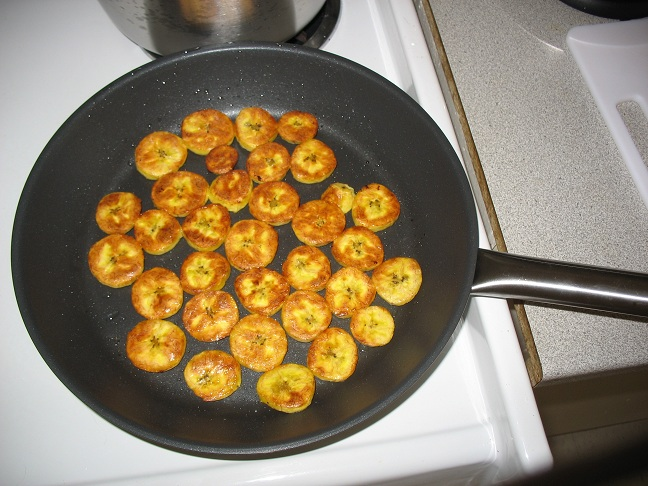
Жареные плантаны
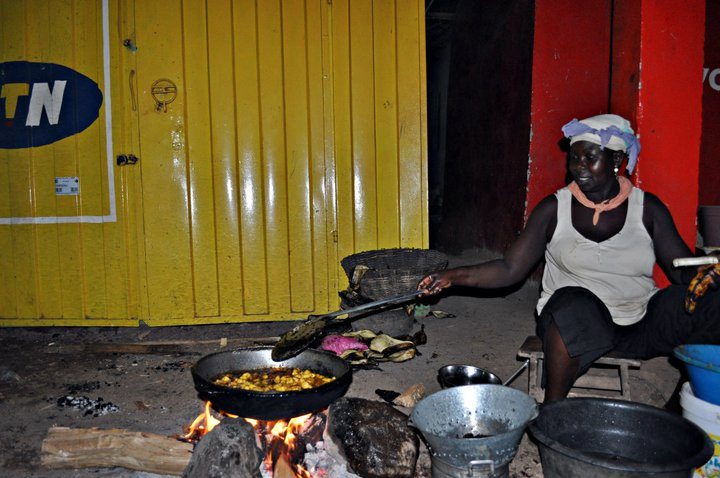
Торговка келевеле в Секонди-Такоради, Гана